# Thomas Boleyn, 1. Earl of Wiltshire

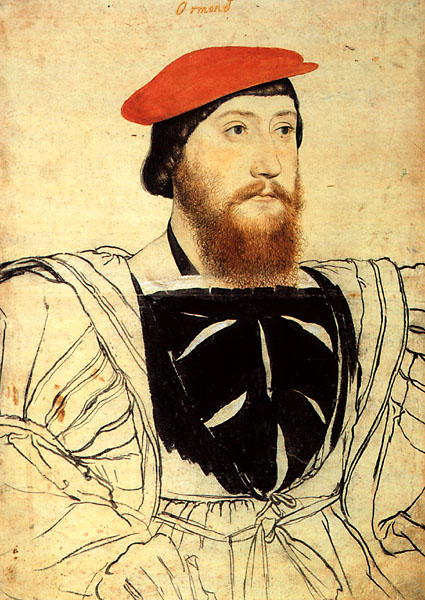
Thomas Boleyn, 1. Earl of Wiltshire von Hans Holbein, dem Jüngeren

Thomas Boleyn, 1. Earl of Wiltshire, KG (* 1477; † 13. März 1539 in Hever Castle, Kent, England) war der Vater von Anne Boleyn, der zweiten Ehefrau des englischen Königs Heinrich VIII.

## Leben
Er war der älteste Sohn von Sir William Boleyn und dessen Gattin Lady Margaret Butler. Er kämpfte im Alter von 20 Jahren für Heinrich VII. gegen die Rebellen aus Cornwall, die gegen hohe Steuern protestierten. Die Mutter war die Tochter des Thomas Butler, 7. Earl of Ormonde.
Thomas’ Heirat mit Elizabeth Howard, einer Tochter von Thomas Howard, 2. Duke of Norfolk, war für ihn eine perfekte Wahl. Die Howards waren in Ungnade gefallen, seit sie für Richard III. in der Schlacht von Bosworth gekämpft hatten. Er wäre sonst als ihrer Stellung nicht würdig empfunden worden.
Thomas wurde 1509 bei der Krönung Heinrich VIII. zum Ritter geschlagen. Er war ein exzellenter Kämpfer und nahm an einem Ritterspiel zur Feier der Geburt Prinz Heinrichs im Jahre 1511 teil. 1512 wurde er zum Constable von Norwich Castle und zum Sheriff von Kent ernannt. Er hatte ein großes Talent für Sprachen, was ihm in der Diplomatie sehr nützte.
Thomas Boleyn war ehrgeizig, intelligent und wissbegierig. Er arbeitete hart und war fleißig, wodurch er bald einen Auftrag als Diplomat erlangte. Als erste Aufgabe übertrug man ihm, mit Margarete von Österreich, Regentin der Niederlande, über die geplante Invasion in Frankreich zu sprechen. Bei diesem Besuch wurde arrangiert, dass Tochter Anne Boleyn einige Zeit in Brüssel als Hofdame von Margarete verbringen sollte. Von 1519 bis 1520 war Thomas Boleyn englischer Gesandter in Frankreich, dorthin nahm er seine Tochter Anne ebenfalls mit. Er begleitete Heinrich VIII. zu einem Treffen mit Karl V. in Gravelines.
Boleyns ältere Tochter, Mary Boleyn, war mit Sir William Carey verheiratet, einem Mann mit guten höfischen Kontakten. Ihre Schwester Anne zu verheiraten, gestaltete sich schwieriger. Die Verhandlungen für ihre Heirat mit James Butler, 9. Earl of Ormonde waren erfolglos, und ihre Romanzen brachten sie in Schwierigkeiten.

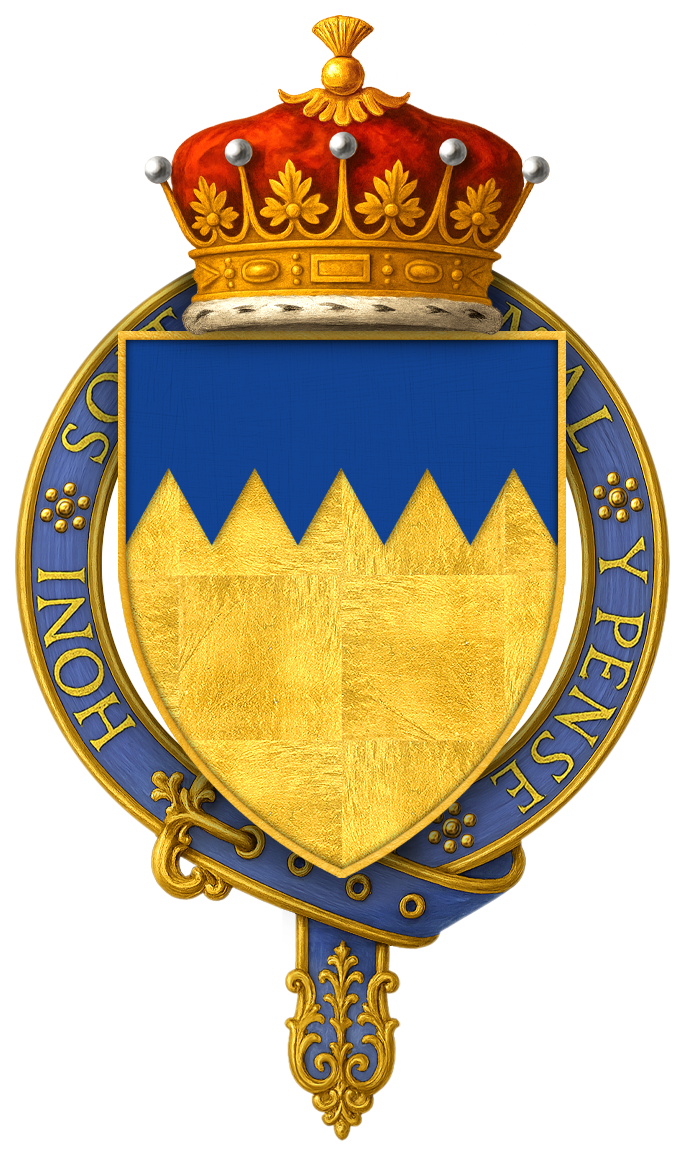
Wappen von Thomas Boleyn, 1. Earl of Wiltshire (übernommen von der mütterlichen Familie Butler, Earls of Ormonde)

Natürlich brachte Annes Affäre mit Heinrich VIII. ihrem Vater Vorteile. Zunächst wurde er am 18. Juni 1525 als Viscount Rochford zum erblichen Peer erhoben und damit Mitglied des House of Lords. Am 8. Dezember 1529 wurde er auch zum Earl of Wiltshire und Earl of Ormonde erhoben. Er wurde auf zahlreiche Missionen geschickt, um das Verhältnis zwischen Heinrich VIII., Karl V., Franz I. und Papst Clemens VII. zu beruhigen. Zusammen mit dem Duke of Norfolk, Charles Brandon, 1. Duke of Suffolk und Anne Boleyn war er einer von Heinrich VIII. wichtigsten Beratern.
Thomas Boleyn versuchte nicht, seiner Tochter Anne und seinem Sohn George zu helfen, als sie in Ungnade fielen. Ganz im Gegenteil stellte er sicher, dass die Beschuldigten aller angeblichen Verbrechen angeklagt wurden. Er bezichtigte sogar William Brereton, Sir Henry Norris, Mark Smeaton und Sir Francis Weston des Ehebruches mit Anne. Sie wurden für schuldig befunden. Auch wenn er an der Verdammung seiner Kinder nicht beteiligt gewesen wäre, er hätte ihre Verurteilung nicht verhindern können.
Nach Annes Enthauptung verlor Thomas Boleyn sein Amt als Lord Privy Seal und musste sich nach Hever zurückziehen. Er starb 1539, ein Jahr nach dem Tod seiner Frau. Er wurde in der Kirche von Hever begraben.